# (10167) Yoshiwatiso
(10167) Yoshiwatiso est un astéroïde de la ceinture principale.

## Description
(10167) Yoshiwatiso est un astéroïde de la ceinture principale. Il fut découvert le 31 janvier 1995 à Geisei par Tsutomu Seki. Il présente une orbite caractérisée par un demi-grand axe de 2,45 UA, une excentricité de 0,15 et une inclinaison de 3,3° par rapport à l'écliptique.

## Compléments